# Robert Crais
Robert Crais (Independence (Luisiana), 20 de junho de 1953) é um escritor norte-americano de romances policiais.

## Biografia
Nascido em Independence, Louisiana, ele foi adotado e criado como filho único. Ele frequentou a Universidade do Estado da Luisiana e estudou engenharia mecânica.
Crais mudou-se para Hollywood em 1976, onde encontrou trabalho como roteirista das séries de televisão Hill Street Blues, Cagney & Lacey e Miami Vice, e foi indicado ao prêmio Emmy. Após a morte de seu pai em 1985, Crais publicou o romance The Monkey's Raincoat, que ganhou o Anthony Award de 1988 de "Melhor Brochura Original" e o Mystery Readers International Macavity Award  de 1988 de "Melhor Primeiro Romance".

## Obras

### Série Elvis Cole/Joe Pike
- The Monkey's Raincoat	(1987)
- Stalking the Angel (1989)
- Lullaby Town (1992)
- Free Fall (1993)
- Voodoo River (1995)
- Sunset Express (1996)	Sob o Sol da Califórnia (Record, 1998)
- Indigo Slam (1997)
- L.A. Requiem (1999) Réquiem Em los Angeles (Record, 2003)
- The Last Detective (2003)	O Último Detetive (Landscape, 2004)
- The Forgotten Man (2005)
- The Watchman (2007)
- Chasing Darkness (2008)
- The First Rule (2010)
- The Sentry (2011)
- Taken (2012) Sequestrados (Companhia Editora Nacional, 2015)
- The Promise (2015)
- The Wanted (2017)
- A Dangerous Man (2019)
- Racing the Light (2022)

### Outros livros
- Demolition Angel (2000)
- Hostage (2001) Refém (Record, 2004)
- The Two-Minute Rule (2006)
- Suspect (2013) Suspeitos (Companhia Editora Nacional, 2014)

## Adaptação
- Hostage (2005) Reféns (título em Portugal) ou Refém (título no Brasil); baseado em livro homônimo.